# Paradise Lost (álbum de Symphony X)
Paradise Lost es el séptimo disco de la banda estadounidense de metal progresivo Symphony X. El disco está basado en el libro de poesía épica homónimo de John Milton y fue publicado en junio de 2007 bajo el sello InsideOut Music.

## Canciones
1. "Oculus ex Inferni" - 2:34
2. "Set the World on Fire (The Lie of Lies)" - 5:55
3. "Domination" - 6:29
4. "The Serpent's Kiss" - 5:03
5. "Paradise Lost" - 6:32
6. "Eve of Seduction" - 5:04
7. "The Walls of Babylon" - 8:16
8. "Seven" - 7:01
9. "The Sacrifice" - 4:49
10. "Revelation (Divus Pennae ex Tragoedia)" - 9:17

## Músicos
- Russell Allen - Voz
- Michael Romeo - Guitarra
- Michael Pinnella - Piano, teclado
- Michael Lepond - Bajo
- Jason Rullo - Batería

- Datos: Q917675